# Rhamnophis aethiopissa
Rhamnophis aethiopissa är en ormart som beskrevs av Günther 1862. Rhamnophis aethiopissa ingår i släktet Rhamnophis och familjen snokar.
Arten förekommer i Afrika söder om Sahara och söderut till Angola och Zambia. Honor lägger ägg.

## Underarter
Arten delas in i följande underarter:
- R. a. aethiopissa
- R. a. ituriensis
- R. a. elgonensis